# ثاديوس يونغ
ثاديوس يونغ (بالإنجليزية: Thaddeus Young)‏ مواليد 21 يونيو 1988، هو لاعب كرة سلة أمريكي يلعب مع فريق بروكلين نتس في الرابطة الوطنية لكرة السلة ويحمل الرقم 30. يبلغ طوله 6 قدم 8 بوصة (2.0 م).

## فرق لعب لها
- فيلادلفيا سفنتي سيكسرز
- مينيسيوتا تيمبر وولفز
- بروكلين نتس

## روابط خارجية
- ثاديوس يونغ على موقع إن بي أي (الإنجليزية)
- ثاديوس يونغ على موقع سبورتس رفرنس (الإنجليزية)
- ثاديوس يونغ على موقع كرة السلة الأوروبية.كوم (الإنجليزية)
- ثاديوس يونغ على موقع إي إس بي إن.كوم (الإنجليزية)
- ثاديوس يونغ على موقع كلية كرة السلة في سبورتس رفرنس.كوم (الإنجليزية)
- ثاديوس يونغ على موقع ريلجم (الإنجليزية)
- ثاديوس يونغ على موقع بروبوليرز (الإنجليزية)